# Marree
Marree é uma localidade no norte do estado australiano da Austrália Meridional, a 685 km ao norte de Adelaide, a capital estadual, na junção de duas estradas do outback: Oodnadatta e Birdsville, 49 m acima do nível do mar. A comunidade Dieri é nativa da região. De acordo com o censo australiano de 2011, Marree e toda a região nordeste do estado da Austrália Meridional tinham uma população de 634 habitantes, com 70% da população sendo do sexo masculino. Propriamente falando, a população de Marree é de 60 habitantes. As principais atividades da localidade são a mineração, a agricultura e a hotelaria.
A cidade foi a primeira na Austrália a possuir uma mesquita feita de tijolos de argila, construída pelos cameleiros de origem afegã empregados na região. À época, a cidade era dividida em dois, com europeus e descendentes de um lado e afegãos e aborígenes do outro.

## História
O primeiro europeu a explorar a região foi Edward John Eyre, que passou por ali em 1840. Em 1859, o explorador John McDouall Stuart visitou a área e o botânico alemão que o acompanhava, Herrgott, descobriu as nascentes que Stuart nomeou como Herrgott (ou Hergott) Springs inicialmente, mas quando a cidade teve a área topografada em 1883, 4 km ao sul das nascentes, durante a preparação para a chegada da ferrovia, foi renomeada como Marree. Considera-se que Marree seja o nome indígena para opossum. Entretanto, a estação ferroviária local recebeu o nome de Hergott Springs e cidade permaneceu conhecida por esse nome. O nome da estação foi mudado para Marree em 1917 em função do sentimento antigermânico durante e depois da Primeira Guerra Mundial. Os históricos Marree Hotel e Marree Fettlers' Cottages estão listados no patrimônio histórico da Austrália Meridional. Partes de The Inbetweeners 2, um filme britânico de 2014 com cenas na  Austrália, foram filmados em Marree.

## Transporte ferroviário

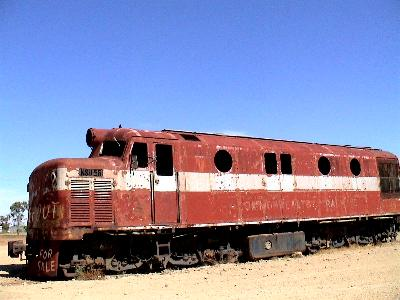
Antiga locomotiva Commonwealth Railways NSU class na estação ferroviária de Marree.

A Central Australian Railway chegou à localidade em 1883 e o primeiro trem, em janeiro de 1884. Marree tornou-se um importante terminal de carga para a pecuária regional. Na década de 1920 a ferrovia foi estendida ao norte, em direção a Alice Springs. Após a abertura dessa extensão, em 1929, tornou-se a rota do trem de passageiros conhecido como The Ghan. Em 1957, uma linha com bitola padrão foi construída em direção ao sul num alinhamento mais plano para facilitar a movimentação de carvão de Leigh Creek a Port Augusta. Isto fez com que Marree ficasse com uma ruptura de bitola nos serviços do The Ghan porque o restante da linha continuava com bitola estreita. Em 1980 a linha de bitola estreita de Marree a Alice Springs foi fechada quando uma linha de Adelaide a Alice Springs foi construída muito a oeste dali. Em 1986 a linha de bitola padrão vinda da área de extração carbonífera de Leigh Creek a Marree foi fechada e a localidade deixou de ter qualquer ligação ferroviária.

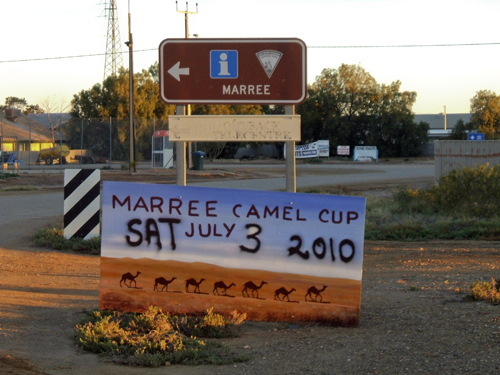
Marree's Camel Cup

## Clima
Como boa parte do interior do continente australiano, Marree tem um clima árido muito quente e seco em um meio ambiente desértico. Temperaturas acima de 40 °C foram registradas em todos os meses de outubro a abril e a precipitação e extremamente irregular, normalmente ocorrendo durante breves aguaceiros, experimentados durante um a cinco meses por ano, ou quando frentes frias no inverno conseguem penetrar em direção ao norte o bastante para dentro do Deserto de Tirari.
| Dados climatológicos para Marree, Austrália Meridional | Dados climatológicos para Marree, Austrália Meridional | Dados climatológicos para Marree, Austrália Meridional | Dados climatológicos para Marree, Austrália Meridional | Dados climatológicos para Marree, Austrália Meridional | Dados climatológicos para Marree, Austrália Meridional | Dados climatológicos para Marree, Austrália Meridional | Dados climatológicos para Marree, Austrália Meridional | Dados climatológicos para Marree, Austrália Meridional | Dados climatológicos para Marree, Austrália Meridional | Dados climatológicos para Marree, Austrália Meridional | Dados climatológicos para Marree, Austrália Meridional | Dados climatológicos para Marree, Austrália Meridional | Dados climatológicos para Marree, Austrália Meridional |
| Mês                                                    | Jan                                                    | Fev                                                    | Mar                                                    | Abr                                                    | Mai                                                    | Jun                                                    | Jul                                                    | Ago                                                    | Set                                                    | Out                                                    | Nov                                                    | Dez                                                    | Ano                                                    |
| ------------------------------------------------------ | ------------------------------------------------------ | ------------------------------------------------------ | ------------------------------------------------------ | ------------------------------------------------------ | ------------------------------------------------------ | ------------------------------------------------------ | ------------------------------------------------------ | ------------------------------------------------------ | ------------------------------------------------------ | ------------------------------------------------------ | ------------------------------------------------------ | ------------------------------------------------------ | ------------------------------------------------------ |
| Temperatura máxima recorde (°C)                        | 49,4                                                   | 47,9                                                   | 46,1                                                   | 40,1                                                   | 33,9                                                   | 30,1                                                   | 29,6                                                   | 35,0                                                   | 39,5                                                   | 43,7                                                   | 47,4                                                   | 49,0                                                   | 49,4                                                   |
| Temperatura máxima média (°C)                          | 37,9                                                   | 36,8                                                   | 33,9                                                   | 28,5                                                   | 23,1                                                   | 19,6                                                   | 19,1                                                   | 21,4                                                   | 25,7                                                   | 29,5                                                   | 33,3                                                   | 36,1                                                   | 28,7                                                   |
| Temperatura mínima média (°C)                          | 21,4                                                   | 21,0                                                   | 18,0                                                   | 13,3                                                   | 8,9                                                    | 5,9                                                    | 4,9                                                    | 6,3                                                    | 9,8                                                    | 13,4                                                   | 16,9                                                   | 19,5                                                   | 13,3                                                   |
| Temperatura mínima recorde (°C)                        | 10,0                                                   | 10,6                                                   | 7,8                                                    | 2,8                                                    | 0,0                                                    | −2,8                                                   | −2,8                                                   | −1,4                                                   | −1,1                                                   | 1,0                                                    | 7,2                                                    | 10,2                                                   | −2,8                                                   |
| Precipitação (mm)                                      | 17,2                                                   | 21,2                                                   | 14,4                                                   | 10,7                                                   | 13,3                                                   | 13,7                                                   | 10,0                                                   | 9,0                                                    | 10,5                                                   | 13,2                                                   | 12,0                                                   | 16,5                                                   | 161,8                                                  |
| Dias com precipitação                                  | 2,3                                                    | 2,2                                                    | 1,9                                                    | 1,8                                                    | 2,5                                                    | 3,1                                                    | 2,7                                                    | 2,5                                                    | 2,4                                                    | 2,9                                                    | 2,7                                                    | 2,5                                                    | 29,5                                                   |
| Fonte: 26 de julho de 2016                             |                                                        |                                                        |                                                        |                                                        |                                                        |                                                        |                                                        |                                                        |                                                        |                                                        |                                                        |                                                        |                                                        |